# Commonwealth (Stati Uniti d'America)

Gli Stati denominati Commonwealth sono evidenziati in rosso

Commonwealth è, negli Stati Uniti d'America, il termine con cui quattro Stati federati designano ufficialmente sé stessi: Kentucky, Massachusetts, Pennsylvania e Virginia.
Questo termine, che non indica una differenza particolare rispetto agli altri Stati dell'Unione, enfatizza il fatto che essi hanno un "governo basato sul consenso del popolo" in opposizione al precedente status di colonia reale.

## Commonwealth del Kentucky

La bandiera del Kentucky

Nel 1785, gli abitanti della Contea del Kentucky iniziarono a rivolgere petizioni al legislativo della Virginia, per ottenere che la contea diventasse uno Stato. I proponenti chiedevano che essa fosse riconosciuta come "uno stato libero ed indipendente col nome di Commonwealth of Kentucky".
Il 4 giugno 1792 la contea divenne ufficialmente uno Stato. La Costituzione usò il termine "Commonwealth of Kentucky" nel 1850, mentre in precedenza si usava "State of Kentucky".

## Commonwealth del Massachusetts
Massachusetts è denominato ufficialmente Commonwealth of Massachusetts per la costituzione. Il nome precedente "Stato del Massachusetts Bay" è stato utilizzato in tutti gli atti fino al 1780 nella prima bozza della costituzione. Il nome attuale si può far risalire alla seconda bozza della costituzione dello stato, che è stata scritta da John Adams e ratificata nel 1780.
Nel Massachusetts, il termine di Stato è talvolta usato in maniera non ufficiale, ma di solito in una struttura composta piuttosto che come sostantivo. È evidente quest'uso nella denominazione di alcune agenzie o enti come il Massachusetts State Police, la Massachusetts State House e il Bridgewater State Hospital.